# Mecanismo miogénico
El mecanismo miogénico se refiere al mecanismo por el cual las arterias y arteriolas reaccionan ante un aumento o descenso de la presión arterial para mantener el flujo sanguíneo dentro de lo normal en los vasos sanguíneos
El músculo liso de los vasos sanguíneos reacciona al estiramiento del músculo abriendo canales iónicos, que causan la despolarización del músculo. Esto reduce significativamente el volumen de sangre capaz de pasar a través de la luz, por lo que se reduce el flujo sanguíneo a través de los capilares. Alternativamente, cuando el músculo Liso en los vasos sanguíneos se relaja, los canales iónicos se cierran, resultando una vasodilatación de los vasos sanguíneos. Esto incrementa el flujo sanguíneo a través de la luz.
- Datos: Q6947924